# Адмирал Нахимов (лёгкий крейсер)
«Адмирал Нахимов» — советский крейсер проекта 68-бис Черноморского флота ВМФ СССР.

## История строительства
Заводской номер: 375.
- 1 декабря 1948 года — зачислен в списки ВМФ.
- 27 июня 1950 года — заложен на ССЗ № 444 в Николаеве.
- 29 июня 1951 года — спущен на воду.
- 27 марта 1953 года — введен в строй.

## История службы
8 февраля 1953 года — вошел в состав КЧФ. С 1953 года в составе 50-й дивизии крейсеров Эскадры Черноморского флота.
В это же время Черноморский флот посетили председатель Совета Министров СССР Г. М. Маленков и главком ВМФ СССР адмирал флота Н. Г. Кузнецов. Во время обмена мнениями на борту крейсера "Адмирал Нахимов" по поводу необходимости визитов наших кораблей в иностранные порты командующий ЧФ С. Г. Горшков получил указания по подготовке кораблей к дальним походам в Средиземное море. 
31 мая — 4 июня 1954 года отряд кораблей Черноморского флота в составе крейсера "Адмирал Нахимов" и эскадренных миноносцев "Буйный" и "Беспощадный" под командованием командующий Черноморским флотом адмирала С. Г. Горшкова совершил официальный визит в Народную Республику Албанию и нанес визит в Дуррес.
1955 год — переоборудован по проекту 67-ЭП с установкой ракетного комплекса «Колчан» (включающего одиночную пусковую ракеты КСС). Использовался в опытовых целях для испытаний противокорабельных ракет КСС на Феодосийском полигоне, проводя пуски сначала по обычным кораблям-целям, а позже и по отсеку недостроенного крейсера «Сталинград» проекта 82. Комплекс «Колчан» успешно прошёл испытания, но не был принят на вооружение в силу своей слабости для проектировавшихся крейсеров проекта 67, отказа СССР от строительства крупных надводных кораблей, а также морального устаревания ПКР КСС.
Во время визита правительственной делегации на ЧФ 13 октября 1955 года крейсер «Адмирал Нахимов» посетили Н. С. Хрущев, А. И. Микоян, Г. К. Жуков, Н. А. Булганин, Брежнев Л. И. и другие руководящие лица.
28 июля 1960 года — разоружен и исключен из состава ВМФ в связи с передачей в ОФИ для демонтажа и реализации. Как учебная цель в июне 1961 года  расстрелян противокорабельными ракетами КСЩ эсминцем «Прозорливый». Не восстанавливался и в 1961-62 годах разделан на металл на базе «Главвторчермета» в Севастополе. 
Название «Адмирал Нахимов» перешло к построенному несколькими годами позже БПК проекта 1134А.
Часть оборудования крейсера, переданная Севастопольскому Приборостроительному институту (в настоящее время Севастопольский государственный университет) в 1964 году, в частности, вспомогательный паровой котел КВС-68, до сих пор используется в учебном процессе на технической территории кафедры морских технологий и судоходства (г. Севастополь, ул. Гоголя, 14, аудитория 136).

## Командиры
- 1953 - капитан 2-го ранга Леонид Чулков[2].
- капитан 2-го ранга Василий Виргинский